# Кересйокі
Кересйокі (швед. Keräsjoki) — річка на півночі Швеції, у лені Норрботтен. Впадає у Ботнічну затоку Балтійського моря. Довжина річки становить 60 км, площа басейну  — 426,6 км².   Середня річна витрата води — 4,03 м³/с. 
Більшу частину басейну річки — 69,77 % — займають ліси. Болота займають 22,97 % площі басейну, озера — 2,5 %. Території сільськогосподарського призначення займають 4,44 % площі басейну. 